# Skupina 759
Skupina 759 je bila vojaška enota Vietnamske ljudske armade, ki je delovala med vietnamsko vojno.
Skupina je bila ustanovljena za potrebe oskrbovanja južnovietnamskega Vietkonga preko pomorskih povezav.